# Bogusław Błachowski
Bogusław Błachowski (ur. 6 kwietnia 1944 w Tarnopolu, zm. 2007) – polski piłkarz grający na pozycji pomocnika.

## Życiorys
Po II wojnie światowej w 1945 wraz z rodziną zamieszkał w Opolu. W 1964 zaczął grać w piłkę nożną w Metalowcu Łambinowice. W drugiej połowie lat 60. XX wieku dołączył do Pogoni Prudnik. Na początku lat 70. grał w pierwszoligowej Odrze Opole. Następnie przeszedł do Stomila Olsztyn, w którym występował do 1975.
Po zakończeniu kariery piłkarskiej prowadził z bratem fermę drobiu w Kępie, a następnie szkołę nauki jazdy „Odra” w Opolu.